# Monique Laurent
Pour les articles homonymes, voir Laurent.
Monique Laurent (née en 1960) est une informaticienne et mathématicienne française experte en optimisation mathématique, rattachée au Centrum voor Wiskunde en Informatica depuis 1997 et professeure à temps partiel à l'Université de Tilburg. 

## Carrière
Diplômée d'un doctorat de mathématiques de l'Université Paris Diderot (aujourd'hui appelée Université de Paris-cité) en 1986, avec une thèse intitulée Géométries laminées : aspects algébriques et algorithmiques obtenue sous la direction de Michel Deza, Monique Laurent travaille ensuite au CNET de 1986 à 1988. En 1988, elle devient chercheuse au Centre National de la Recherche Scientifique et a été affiliée à l'École Normale Supérieure de Paris à partir de 1992. Elle occupe un poste au Département de mathématiques et d'informatique du Laboratoire d'informatique de l'ENS. 
En 1997, Monique Laurent est rattachée au Centrum Wiskunde & Informatica à Amsterdam où elle a dirigé le groupe Réseaux et Optimisation entre 2005 et 2016,. Elle devient titulaire d'un poste à temps partiel en tant que professeure d'économétrie et de recherche opérationnelle à l'Université de Tilbourg en plus de son activité de chercheuse au CWI à partir de 2009.
Avec Deza, elle est l'auteure du livre Geometry of cuts and metrics (La Géométrie des coupes et des mesures) (Springer, 1997).
Elle a été conférencière invitée au congrès international des mathématiciens en 2014 et a reçu le prix de SIAM Fellow (en) en 2017.  
Monique Laurent est spécialisée dans le domaine des mathématiques discrètes et en optimisation. Son intérêt se porte plus spécifiquement sur les problèmes d'optimisation polynomiale et sur la conception d'algorithmes efficaces pour des problèmes combinatoires difficiles.

## Publications
- A comparison of the Sherali-Adams, Lovász-Schrijver and Lasserre relaxations for 0-1 programming
- Applications of cut polyhedra
- Connections between semidefinite relaxations of the max-cut and stable set problems
- Delaunay transformations of a Delaunay polytope
- Geometry of cuts and metrics (Springer, 1997)
- On the facial structure of the set of correlation matrices
- On the order of a graph and its deficiency in chordality
- One-third-integrality in the metric polytope
- Polynomial optimization: error analysis and applications
- Rodin